# Dyskografia Ateez
Dyskografia Ateez – południowokoreańskiej grupy – obejmuje trzy albumy studyjne, jedenaście minialbumów i dwadzieścia cztery single. Zadebiutowali w październiku 2018 roku albumem Treasure EP.1: All to Zero, który otworzył pięcioczęściową koreańskojęzyczną serię albumów Treasure. 

## Albumy

### Albumy studyjne
| Rok                                            | Dane dot. albumu | Najwyższa pozycja | Najwyższa pozycja | Najwyższa pozycja | Najwyższa pozycja | Najwyższa pozycja | Najwyższa pozycja | Najwyższa pozycja | Sprzedaż                                        |
| Rok                                            | Dane dot. albumu | KOR (Circle)      | GER               | JPN (Oricon)      | UK                | US                | US Heat.          | US World Albums   | Sprzedaż                                        |
| Koreańskie                                     | Koreańskie | Koreańskie        | Koreańskie        | Koreańskie        | Koreańskie        | Koreańskie        | Koreańskie        | Koreańskie        | Koreańskie                                      |
| ---------------------------------------------- | --- | ----------------- | ----------------- | ----------------- | ----------------- | ----------------- | ----------------- | ----------------- | ----------------------------------------------- |
| 2019                                           | Treasure EP.Fin: All to Action - Wydany: 8 października 2019 - Wytwórnia: KQ Entertainment - Format: CD, digital download | 1                 | –                 | –                 | –                 | –                 | 10                | 7                 | - KOR: 248 581+                                 |
| 2023                                           | The World EP.Fin: Will - Wydany: 1 grudnia 2023 - Wytwórnia: KQ Entertainment, RCA, Legacy - Format: CD, digital download | 1                 | 11                | 3                 | 2                 | 1                 | –                 | 1                 | - KOR: 1 744 021+ - JPN: 87 422+ - US: 146 000+ |
| Japońskie                                      | |                   |                   |                   |                   |                   |                   |                   |                                                 |
| 2019                                           | Treasure EP.Extra: Shift the Map - Wydany: 4 grudnia 2019 - Wytwórnia: Nippon Columbia - Format: CD, digital download     | –                 | –                 | 9                 | –                 | –                 | –                 | –                 | - JPN: 13 390+                                  |
| 2021                                           | Into the A to Z - Wydany: 24 marca 2021 - Wytwórnia: Nippon Columbia - Format: CD, digital download                       | –                 | –                 | 6                 | –                 | –                 | –                 | –                 | - JPN: 11 868+                                  |
| "–" oznacza, że wydawnictwo nie było notowane. | |                   |                   |                   |                   |                   |                   |                   |                                                 |

### Minialbumy
| Rok                                            | Dane dot. albumu | Najwyższa pozycja | Najwyższa pozycja | Najwyższa pozycja | Najwyższa pozycja | Najwyższa pozycja | Sprzedaż                                        |
| Rok                                            | Dane dot. albumu | KOR (Circle)      | JPN (Oricon)      | UK                | US                | US World Albums   | Sprzedaż                                        |
| Koreańskie                                     | Koreańskie | Koreańskie        | Koreańskie        | Koreańskie        | Koreańskie        | Koreańskie        | Koreańskie                                      |
| ---------------------------------------------- | --- | ----------------- | ----------------- | ----------------- | ----------------- | ----------------- | ----------------------------------------------- |
| 2018                                           | Treasure EP.1: All to Zero - Wydany: 24 października 2018 - Wytwórnia: KQ Entertainment - Format: CD, digital download, streaming     | 7                 | –                 | –                 | –                 | 9                 | - KOR: 108 161+ - US: 10 000+                   |
| 2019                                           | Treasure EP.2: Zero to One - Wydany: 15 stycznia 2019 - Wytwórnia: KQ Entertainment - Format: CD, digital download, streaming         | 6                 | –                 | –                 | –                 | 5                 | - KOR: 128 119+                                 |
| 2019                                           | Treasure EP.3: One to All - Wydany: 10 czerwca 2019 - Wytwórnia: KQ Entertainment - Format: CD, digital download, streaming           | 2                 | 25                | –                 | –                 | 8                 | - KOR: 214 081+ - JPN: 4370+                    |
| 2020                                           | Treasure Epilogue: Action to Answer - Wydany: 6 stycznia 2020 - Wytwórnia: KQ Entertainment - Format: CD, digital download, streaming | 1                 | 31                | –                 | –                 | 5                 | - KOR: 208 123+ - JPN: 1472 - US: 3000+         |
| 2020                                           | Zero: Fever Part.1 - Wydany: 29 lipca 2020 - Wytwórnia: KQ Entertainment - Format: CD, digital download, streaming                    | 1                 | 9                 | –                 | –                 | 6                 | - KOR: 409 096+ - JPN: 10 845                   |
| 2021                                           | Zero: Fever Part.2 - Wydany: 1 marca 2021 - Wytwórnia: KQ Entertainment - Format: CD, digital download, streaming                     | 1                 | 10                | –                 | –                 | 8                 | - KOR: 514 515+ - JPN: 11 254+                  |
| 2021                                           | Zero: Fever Part.3 - Wydany: 13 września 2021 - Wytwórnia: KQ Entertainment, RCA, Legacy - Format: CD, digital download, streaming    | 2                 | 9                 | –                 | 42                | 1                 | - KOR: 737 124+ - JPN: 15 921+                  |
| 2021                                           | Zero: Fever Epilogue - Wydany: 10 grudnia 2021 - Wytwórnia: KQ Entertainment, RCA, Legacy - Format: CD, digital download, streaming   | 1                 | 9                 | –                 | 73                | 1                 | - KOR: 415 576+ - JPN: 18 124+                  |
| 2022                                           | The World EP.1: Movement - Wydany: 29 lipca 2022 - Wytwórnia: KQ Entertainment, RCA, Legacy - Format: CD, digital download, streaming | 1                 | 4                 | –                 | 3                 | 1                 | - KOR: 1 007 575+ - JPN: 42 057+ - US: 47 000+  |
| 2023                                           | The World EP.2: Outlaw - Wydany: 16 czerwca 2023 - Wytwórnia: KQ Entertainment, RCA, Legacy - Format: CD, digital download, streaming | 1                 | 1                 | 10                | 2                 | 1                 | - KOR: 1 501 632+ - JPN: 74 873+ - US: 101 000+ |
| 2024                                           | Golden Hour: Part.1 - Wydany: 31 maja 2024 - Wytwórnia: KQ Entertainment, RCA, Legacy - Format: CD, digital download, streaming       | 1                 | 1                 | 4                 | 2                 | 1                 | - KOR: 1 505 956+ - JPN: 42 665+ - US: 127 000+ |
| Japońskie                                      | |                   |                   |                   |                   |                   |                                                 |
| 2020                                           | Treasure EP.Map to Answer - Wydany: 12 lutego 2020 - Wytwórnia: Nippon Columbia - Format: CD, digital download, streaming             | –                 | 3                 |                   | –                 | –                 | - JPN: 18 988+                                  |
| 2022                                           | Beyond: Zero - Wydany: 25 maja 2022 - Wytwórnia: Nippon Columbia - Format: CD, digital download, streaming                            | –                 | 2                 |                   | –                 | –                 | - JPN: 50 647+                                  |
| 2022                                           | The World EP. Paradigm - Wydany: 30 listopada 2022 - Wytwórnia: Nippon Columbia - Format: CD, digital download, streaming             | –                 | 1                 |                   | –                 | –                 | - JPN: 63 778+                                  |
| "–" oznacza, że wydawnictwo nie było notowane. | |                   |                   |                   |                   |                   |                                                 |

### Single

#### Single album
| Rok                                            | Dane dot. albumu | Najwyższa pozycja | Najwyższa pozycja | Najwyższa pozycja | Najwyższa pozycja | Sprzedaż        |
| Rok                                            | Dane dot. albumu | KOR (Circle)      | JPN (Oricon)      | US                | US World Albums   | Sprzedaż        |
| Koreańskie                                     | Koreańskie | Koreańskie        | Koreańskie        | Koreańskie        | Koreańskie        | Koreańskie      |
| ---------------------------------------------- | --- | ----------------- | ----------------- | ----------------- | ----------------- | --------------- |
| 2021                                           | Season Songs (z Kim Jong-kook) - Wydany: 16 sierpnia 2021 - Wytwórnia:KQ Entertainment, Turbo JK Company - Format: digital download | –                 | –                 | –                 | –                 |                 |
| 2022                                           | Spin Off: From the Witness - Wydany: 30 grudnia 2022 - Wytwórnia: KQ Entertainment, RCA, Legacy - Format: CD, digital download      | 1                 | 23                | 7                 | 1                 | - KOR: 482 100+ |
| "–" oznacza, że wydawnictwo nie było notowane. | |                   |                   |                   |                   |                 |

#### Single cyfrowe
| Rok                                                       | Tytuł                                            | Najwyższa pozycja | Najwyższa pozycja | Najwyższa pozycja | Najwyższa pozycja | Najwyższa pozycja | Najwyższa pozycja | Album                                                           |
| Rok                                                       | Tytuł                                            | KOR               | KOR               | JPN               | JAP Hot           | NZ Hot            | US World          | Album                                                           |
| Rok                                                       | Tytuł                                            | Circle            | Songs             | JPN               | JAP Hot           | NZ Hot            | US World          | Album                                                           |
| --------------------------------------------------------- | ------------------------------------------------ | ----------------- | ----------------- | ----------------- | ----------------- | ----------------- | ----------------- | --------------------------------------------------------------- |
| 2018                                                      | „Pirate King” (해적왕)                           | –                 | –                 | –                 | –                 | –                 | –                 | Treasure EP.1: All to Zero                                      |
| 2018                                                      | „Treasure”                                       | –                 | –                 | –                 | –                 | –                 | –                 | Treasure EP.1: All to Zero                                      |
| 2019                                                      | „Say My Name”                                    | –                 | –                 | –                 | –                 | –                 | 8                 | Treasure EP.2: Zero to One                                      |
| 2019                                                      | „Illusion”                                       | –                 | 70                | –                 | –                 | –                 | 23                | Treasure EP.3: One to All                                       |
| 2019                                                      | „Wave”                                           | –                 | –                 | –                 | –                 | –                 | 17                | Treasure EP.3: One to All                                       |
| 2019                                                      | „Wonderland”                                     | –                 | –                 | –                 | –                 | –                 | 6                 | Treasure EP.Fin: All to Action                                  |
| 2019                                                      | „Utopia” (Japanese version)                      | –                 | –                 | –                 | –                 | –                 | –                 | Treasure EP.Extra: Shift the Map                                |
| 2020                                                      | „Answer”                                         | –                 | –                 | –                 | –                 | –                 | 6                 | Treasure Epilogue: Action to Answer i Treasure EP.Map to Answer |
| 2020                                                      | „Inception”                                      | –                 | –                 | –                 | –                 | –                 | 9                 | Zero: Fever Part.1                                              |
| 2020                                                      | „Thanxx”                                         | –                 | –                 | –                 | –                 | –                 | 18                | Zero: Fever Part.1                                              |
| 2020                                                      | „Call Me Anytime” (z Eden, Maddox, and Eden-Ary) | –                 | –                 | –                 | –                 | –                 | –                 | –                                                               |
| 2021                                                      | „Fireworks (I'm the One)” (불놀이야)             | 148               | –                 | –                 | –                 | –                 | 6                 | Zero: Fever Part.2                                              |
| 2021                                                      | „Still Here”                                     | –                 | –                 | –                 | –                 | –                 | 24                | Into the A to Z                                                 |
| 2021                                                      | „Dreamers”                                       | –                 | –                 | 2                 | 24                | –                 | 16                | –                                                               |
| 2021                                                      | „Be My Lover” (z Kim Jong-kook)                  | –                 | –                 | –                 | –                 | –                 | 17                | Season Songs                                                    |
| 2021                                                      | „Deja Vu”                                        | 49                | –                 | –                 | –                 | –                 | 4                 | Zero: Fever Part.3                                              |
| 2021                                                      | „Eternal Sunshine”                               | –                 | –                 | –                 | –                 | –                 | –                 | Zero: Fever Part.3                                              |
| 2021                                                      | „Turbulence” (야간비행)                          | –                 | –                 | –                 | –                 | –                 | 9                 | Zero: Fever Epilogue                                            |
| 2021                                                      | „The Real” (Heung version) (멋 (흥:興 Ver.))     | 149               | –                 | –                 | –                 | –                 | 6                 | Zero: Fever Epilogue                                            |
| 2022                                                      | „Rocky” (Boxers version)                         | –                 | –                 | –                 | –                 | –                 | –                 | Beyond: Zero                                                    |
| 2022                                                      | „Guerrilla”                                      | 67                | –                 | –                 | –                 | 39                | 5                 | The World EP.1: Movement                                        |
| 2022                                                      | „Halazia”                                        | 155               | –                 | –                 | –                 | 7                 | 2                 | Spin Off: From the Witness                                      |
| 2023                                                      | „Limitless”                                      | –                 | –                 | 2                 | 6                 | –                 | –                 | –                                                               |
| 2023                                                      | „Bouncy (K-Hot Chilli Peppers)”                  | 33                | –                 | –                 | –                 | 8                 | 4                 | The World EP.2: Outlaw                                          |
| 2023                                                      | „Crazy Form” (미친 폼)                           | 33                | –                 | –                 | –                 | 17                | 3                 | The World EP.Fin: Will                                          |
| 2024                                                      | „Not Okay”                                       | –                 | –                 | 2                 | 4                 | –                 | –                 | Not Okay                                                        |
| 2024                                                      | „Work”                                           | 57                | –                 | –                 | –                 | 24                | 1                 | Golden Hour: Part. 1                                            |
| „–” oznacza, że singiel nie był notowany na danej liście. |                                                  |                   |                   |                   |                   |                   |                   |                                                                 |

### Pozostałe utwory notowane
| Rok                                                       | Tytuł                                     | Najwyższa pozycja | Album                               |
| Rok                                                       | Tytuł                                     | US World          | Album                               |
| --------------------------------------------------------- | ----------------------------------------- | ----------------- | ----------------------------------- |
| 2019                                                      | „HALA HALA (Hearts Awakened, Live Alive)” | 15                | Treasure EP.2: Zero to One          |
| 2020                                                      | „Horizon” (지평선)                        | 18                | Treasure Epilogue: Action to Answer |
| 2021                                                      | „Take Me Home”                            | 16                | Zero: Fever Part.2                  |
| 2021                                                      | „The Real” (멋)                           | 6                 | Kingdom Final: Who is the King?     |
| 2021                                                      | „The Black Cat Nero” (검은 고양이 네로)   | 21                | Season Songs                        |
| 2021                                                      | „White Love” (여름날의 겨울동화)          | 25                | Season Songs                        |
| 2023                                                      | „We Know”                                 | 10                | The World EP.Fin: Will              |
| 2023                                                      | „Silver Light”                            | 8                 | The World EP.Fin: Will              |
| 2023                                                      | „It's You” (wyk. Yeosang, San i Wooyoung) | 7                 | The World EP.Fin: Will              |
| „–” oznacza, że singiel nie był notowany na danej liście. |                                           |                   |                                     |